# زمین‌لرزه ۱۹۶۹ ترکیه
زمین‌لرزه ترکیه در تاریخ ۲۸ مارس ۱۹۶۹ میلادی، برابر با ‎۸ فروردین ۱۳۴۸، ساعت ۱:۴۸:۳۱ به زمان یوتی‌سی در ترکیه رخ داد. ژرفای این زلزله ۹٫۵ کیلومتر بود. بزرگی آن ۶٫۴ در مقیاس Ms اعلام شده‌است. زمین‌لرزه به وقت محلی در روز جمعه، ساعت ۳ روی داده و منطقه زمانی آن یوتی‌سی +۲ بوده‌است (با لحاظ تغییر ساعت تابستانی).
سازمان زمین‌شناسی آمریکا نیز جای این زمین‌لرزه را در مختصات ۳۸°۳۶′شمالی ۲۸°۲۴′شرقی / ۳۸٫۶°شمالی ۲۸٫۴°شرقی و بزرگی آنرا برابر با ۶٫۵ در مقیاس ریشتر اعلام کرده‌است. ژرفای گزارش شده از سوی این سازمان ۹ کیلومتر می‌باشد.
شمار کشتگان زلزله حدود ۵۳ نفر بوده‌است. تعداد زخمیان ۳۵۰ نفر برآورده شده‌است.